# Philipp Ziereis
Philipp Ziereis (* 14. März 1993 in Schwarzhofen) ist ein deutscher Fußballspieler. Seit der Saison 2025/26 steht der Innenverteidiger bei der SpVgg Greuther Fürth unter Vertrag.

## Karriere
Philipp Ziereis begann mit fünf Jahren in seiner oberpfälzischen Heimat beim SV Schwarzhofen mit dem Fußballspielen und wechselte mit vierzehn Jahren zum SSV Jahn Regensburg. Dort durchlief er die weiteren Jugendmannschaften. 2009 wurde er in die Bayernauswahl berufen und wurde mit ihr ein Jahr später süddeutscher Meister.
Bereits mit 17 Jahren war Ziereis erstmals als Ersatzspieler der Profis in der 3. Liga dabei und in der Saison 2011/12 wurde er zu Beginn in den Kader der ersten Mannschaft aufgenommen. In der DFB-Pokalpartie gegen Borussia Mönchengladbach am 29. Juli 2011 bestritt der Innenverteidiger sein erstes Pflichtspiel für Regensburg über die volle Spielzeit. Am zweiten Spieltag hatte er nach einer Einwechslung in den Schlussminuten auch seinen ersten Kurzeinsatz in der Drittligaspielzeit 2011/12. Zum Ende der Rückrunde kam er dann häufiger ins Spiel und als das Team Platz drei erreichte, stand er in den beiden folgenden Relegationsspielen in der Startelf. Am Ende wurde der Karlsruher SC knapp bezwungen und Regensburg stieg in die 2. Bundesliga auf.
Zur Saison 2013/14 wechselte Ziereis zum FC St. Pauli. Er unterschrieb beim Zweitligisten einen Dreijahresvertrag bis zum 30. Juni 2016. Zur Saison 2021/22 wurde er unter dem Cheftrainer Timo Schultz neuer Mannschaftskapitän. Nach insgesamt 151 Zweitligaeinsätzen für die Hamburger wechselte Ziereis zur Saison 2022/23 zum österreichischen Bundesligisten LASK, bei dem er einen bis Juni 2025 laufenden Vertrag erhielt. Für den LASK absolvierte er in drei Jahren 83 Partien in der Bundesliga, zudem spielte er mit den Linzern 2023/24 in der UEFA Europa League und 2024/25 in der UEFA Conference League.
Nach dem Ende seines Vertrags in Österreich kehrte Ziereis zur Saison 2025/26 nach Deutschland zurück und wechselte zu Zweitligist SpVgg Greuther Fürth.

## Erfolge
- Aufstieg in die 2. Bundesliga 2012 mit Jahn Regensburg